# 王基 (三國)

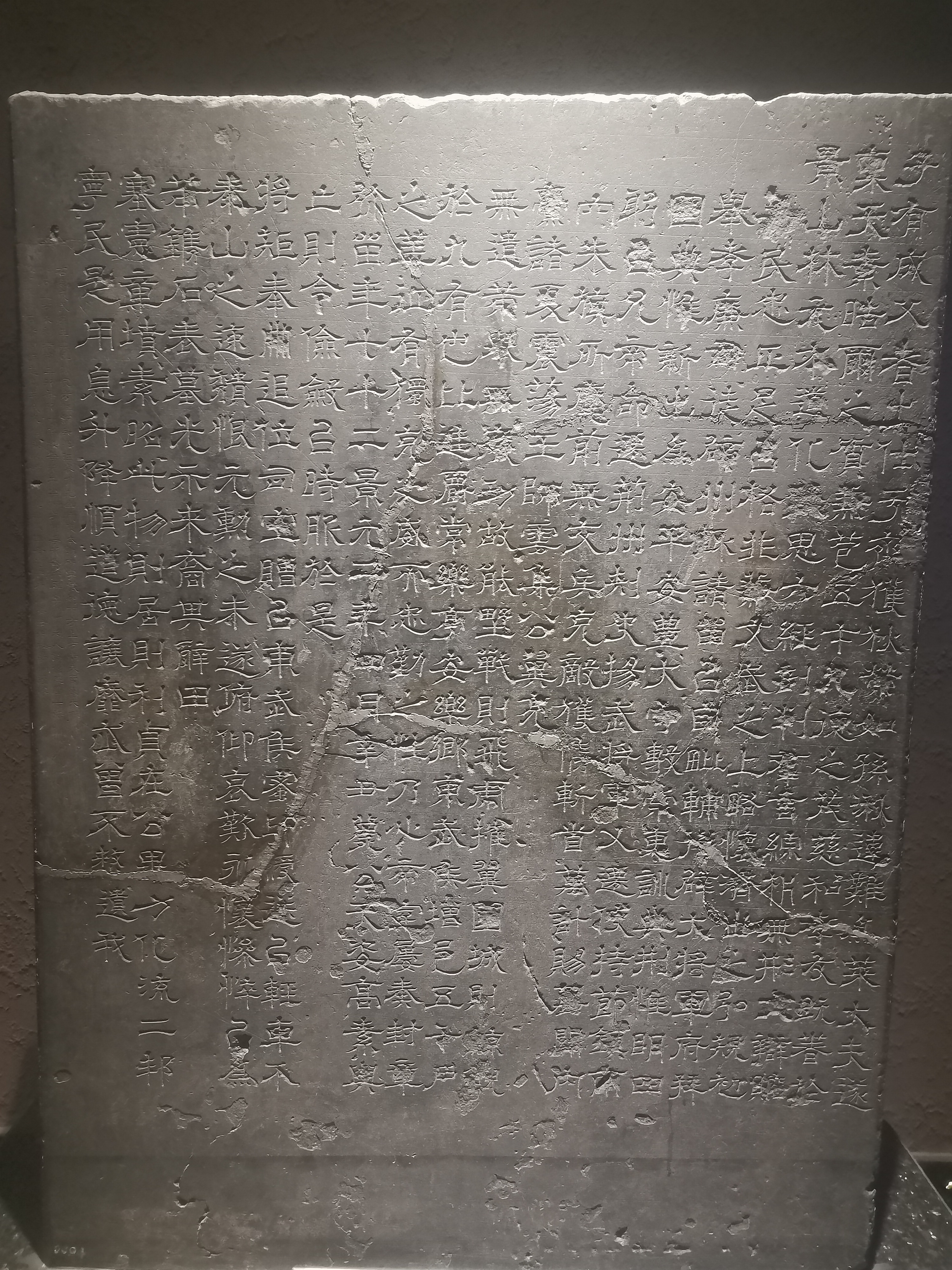
王基斷碑（洛陽博物館藏）

王基（190年—261年6月9日），字伯輿，東萊曲城人。三國時曹魏重要將領，曾長期鎮守與東吳接壤的州郡，且平定毌丘儉之亂和諸葛誕之亂。

## 生平

### 早年生活
王基生於漢獻帝初平元年（190年）。年少時父親王豹就已死去，與叔父王翁同住，王翁對王基十分好，而王基亦十分孝順。十七歲時郡府徵召王基任官吏，但王基覺得不是自己的興趣，於是辭任官職，到琅邪游學，被王修賞識。

### 安定州郡
曹魏黃初年間，察孝廉，任郎中。當時青州刺史王淩徵求王基為別駕，王基在任內協助王淩管理青州，治績不俗，因此後來王基被朝廷徵召為秘書郎，王淩都請求王基回到自己手下；而司徒王朗辟命王基時，王淩又不放王基到朝廷上任。及後升任中書侍郎，正始二年（241年），與陶丘一、孟觀、孫邕三人共薦管寧。
後任安平太守。大將軍曹爽請他任從事中郎，出任安豐太守，因為安豐郡與東吳接壤，王基處事清白嚴明，甚得人心，而且高調設下防備，令東吳不敢進攻安豐。後因功加討寇將軍。247年，東吳聚兵於建業，聲言要攻揚州，但王基認為這只不過是孫權虛張聲勢，想安定吳國內部。東吳最終都沒有攻魏。

### 治理荊州
249年，被徵命為河南尹，但未上任就遇上高平陵之變，曹爽被司馬懿起兵誅殺，王基因為曾經任曹爽官屬而被罷免。但不久又被任為尚書，出任荊州刺史，加揚烈將軍，於251年末隨征南將軍王昶攻打東吳。王基攻擊駐夷陵的步協，步協閉門自守，王基作勢要攻城，但暗裏分兵攻取雄父，奪去三十多萬斛米糧，又虜東吳安北將軍譚正，納降數千人。王基將降民遷移，並設下夷陵縣；王基因而獲賜爵關內侯。後來又上表，將荊州治所遷到江夏，向夏口施壓，令到東吳不敢輕言渡江伐魏。而王基在荊州亦崇明制度，整治軍事和農耕，又建學校，南方人民都稱讚他。後來朝廷預備要攻伐東吳，詢問王基如何進攻，王基卻認為時機未到，現在出兵不會有甚麼成果，建議先好好備戰。朝廷於是就決議不攻東吳。

### 策謀助主
嘉平四年（252年），司馬師任大將軍掌政，王基上書勸戒司馬師，又推薦許允、傅嘏、袁侃和崔贊等人輔助司馬師。司馬師聽從。正元元年（254年），曹芳被廢，曹髦繼位，王基封為常樂亭侯。次年，毌丘儉和文欽在壽春叛變，司馬師親征，以王基為行監軍、假節，統許昌軍，與司馬師一同進攻。當時司馬師令各人固守而不與毌丘儉等人作戰，王基認為純粹固守不足以平定叛軍，應先進駐南頓，因其城堅固而有足夠儲糧，可穩定當地民心。但司馬師想等所有軍隊聚集才進攻，王基於是自行進攻與毌丘儉爭奪南頓，最終先毌丘儉一步進駐南頓。後來文欽中了鄧艾誘敵之計，兵敗逃走，毌丘儉懼怕逃走，王基進攻，最終平定叛亂。戰後因功升任鎮南將軍，都督豫州諸軍事，領豫州刺史，進封安樂鄉侯。
甘露二年（257年），諸葛誕在壽春叛變，王基以本官行鎮東將軍，都督揚、豫諸軍事，領兵討伐。當時因為諸葛誕兵強，下令王基固守。後來吳將朱異領兵支援諸葛誕，王基受詔要遷到北山防守，但王基則認為這樣會令人心不安，有損形勢，上書勸阻，司馬昭聽從。後來諸軍兵圍壽春，城中糧盡，諸葛誕軍晝夜突圍，王基領兵迎擊，大破對方。最終協助平定叛亂。司馬昭在平亂後打算乘勢輕兵進攻東吳，招引剛投降的吳將唐咨在東吳的家屬，試圖一舉令東吳覆亡。但王基則認為魏軍糧草不繼，叛亂的影響還未消除，而且勝利後人人都輕敵，容易失敗。當時已獲得空前勝果，不應再進圖。司馬昭聽從。戰後任命王基為征東將軍，都督揚州諸軍事，進封東武侯。甘露四年（259年），轉任征南將軍，鎮新野都督荊州諸軍事。曹奐繼位後增邑，又先後賜二個兒子亭侯和關內侯。

### 識破陰謀
景元二年（261年），襄陽太守胡烈報告吳將鄧由等想投降曹魏，司馬昭下令分派王基手下諸軍，令胡烈領萬人接應鄧由。王基認為鄧由可能是詐降，只是想引誘兵眾。於是立刻趕去勸止司馬昭，並陳說可疑之處。司馬昭於是不派兵接應，後來鄧由始終都沒有歸降。同年四月廿四日，王基逝世，年72歲。追贈司空，諡景侯。

## 性格特徵
- 王基是東漢末學者鄭玄的再傳弟子。明帝時，散騎常侍王肅著作經傳解說和議定朝儀，都改易鄭玄的版本，王基因而與王肅抗衡，堅持要跟從鄭玄的原意。可見他除了有學識，亦非常敢於去爭辯抗衡，維護師承之學說。
- 王基亦十分孝義，叔父王翁對他有恩，在平定毌丘儉之亂後，王基在獲封賞之餘，亦上疏要求分自己二百食邑給王翁之子王喬，並賜他關內侯，用以報恩。
- 王基很善待部屬，不獨攬功勳，如平定諸葛誕後，他將功勞歸功於屬官而拒絕所賜的封賞，於是手下長史、司馬等七人都獲封侯。

## 逸聞
《三國志·方技傳》載，管輅去見王基為其算命。

## 家庭

### 父輩
- 王豹，王基年少時就已死。258年，王基母親死後，將王豹的墓移到洛陽與王基母親合葬，並追贈他為北海太守。
- 王翁，王基叔父，王豹死後養育王基。

### 後代
- 王徽，王基之子，王基死後繼嗣，但早死。
- 王沖，王基子，入晋任治書侍御史。[6]
- 王振，王基子，安陽令，有次子王恢[7]
- 王粲，字女儀，王基三女，入晉後任梁王司馬肜的王妃。[8]
- 王廙，王基之孫，咸熙年間朝廷改五等爵，因著王基的功勳改封王廙，又以原東武侯國餘邑賜王基一子為關內侯。

## 延伸阅读
[在维基数据编辑]
 《三國志·卷27》，出自陳壽《三國志》